# 福岡県道52号八女香春線
福岡県道52号八女香春線（ふくおかけんどう52ごう やめかわらせん）は、福岡県八女市から田川郡香春町に至る県道（主要地方道）である。

## 概要
八女市山内から田川郡香春町大字高野に至る。
起点の八女市から主要地方道の福岡県道57号浮羽石川内線と合流する八女市役所星野支所までは筑後地方を真横に横断するルートを取り、そこからうきは・朝倉・香春方面は福岡県を縦に進むコースを取る。筑後地方・筑豊地方の地形上、山越えが2度必要（八女市星野村とうきは市の境である合瀬耳納峠および朝倉郡東峰村と田川郡添田町の境である斫石（きりいし）峠）で、合瀬耳納峠は2018年（平成30年）に合瀬耳納トンネルが開通したことにより峠越えをせずに通過できるようになったが、斫石峠に関しては峠の前後区間が整備されておらずに離合が困難な箇所がある。起点の八女市の一部区間やうきは市・朝倉市の一部区間は平野部を通る。添田町の国道500号交点から先は田川郡の東側を通る主要道路であり、交通量も増える。朝倉郡東峰村から終点の田川郡香春町まではJR九州日田彦山線と平行するルートを取る。
総延長距離が約90 kmあり、福岡県の県道（主要地方道、一般県道（隣県越境主要地方道・一般県道も含む）の中で最も距離が長い。

### 路線データ
- 起点：福岡県八女市山内（上山内交差点、国道442号交点）
- 終点：福岡県田川郡香春町大字高野（香春交差点、国道322号交点）
- 総延長：88.586 km

## 歴史
- 1954年（昭和29年）
  - 1月20日 - 建設省（現・国土交通省）が主要地方道小倉日田線（小倉市 - 日田市）を指定。
  - 4月2日 - 大分県が県道1号小倉日田線を路線認定。大分県域は二級国道211号八幡日田線に重複なため実延長がなかった。
- 1955年（昭和30年）1月25日 - 福岡県が県道1号小倉日田線を路線認定。
- 1964年（昭和39年）12月28日 - 建設省が主要県道小倉日田線の全線を北九州日田線として主要地方道に再指定。
- 1966年（昭和41年）4月1日 - 福岡県と大分県が県道1号北九州日田線へ改称。
- 1969年（昭和44年）12月4日 - 北九州市小倉区 - 田川郡香春町間が一般国道322号へ昇格。
- 1971年（昭和46年）6月26日 - 建設省から、主要県道北九州日田線の一部、主要県道八女浮羽線の全線、一般県道宝珠山浮羽線の全線を主要地方道八女香春線に指定。
- 1973年（昭和48年）3月1日 - 福岡県と大分県が県道1号北九州日田線を廃止。福岡県道52号八女香春線を認定。
- 1993年（平成5年）5月11日 - 建設省から、主要県道八女香春線の一部・一般県道添田日田線の一部・一般県道竹大行司停車場線が八女香春線として主要地方道に再指定される[3]。
- 1994年（平成6年）4月1日、上記の主要地方道指定に従う経路変更に伴い添田日田線の一部に重複、竹大行司停車場線を廃止。
- 2018年（平成30年）12月8日 - 合瀬耳納トンネル開通[2]。
- 2019年（令和元年）7月2日 - 合瀬耳納トンネルの旧道の県道指定が解除[4]。
- 2023年（令和5年）3月26日 - 今川橋（66.0 m）の架け替えを含めた今川橋工区（450.0 m）が開通する[5]。
- 2025年（令和7年）3月8日 - 高見交差点ラウンドアバウト化[1]。

## 路線状況

### 重複区間
- 福岡県道70号田主丸黒木線（八女市上陽町北川内・北川内交差点 - 八女市上陽町北川内）
- 福岡県道57号浮羽石川内線（八女市星野村・八女市役所星野支所前交差点 - うきは市浮羽町朝田・中千足交差点）
- 福岡県道151号浮羽草野久留米線（うきは市浮羽町流川 - うきは市浮羽町朝田・中千足交差点）
- 国道210号（うきは市浮羽町朝田・中千足交差点 - うきは市浮羽町東隈上・東隈ノ上（1）交差点）
- 国道211号（朝倉郡東峰村大字福井・塔の元交差点 - 朝倉郡東峰村大字宝珠山・宝珠山交差点）
- 国道500号（田川郡添田町大字落合）
- 福岡県道34号行橋添田線（田川郡添田町大字添田・添田郵便局前交差点 - 田川郡大任町大字大行事・柿原交差点）
- 福岡県道204号田川犀川線（田川郡香春町大字中津原）

### 道路施設

#### 橋梁
- 先玉橋（星野川、八女市）
- 朝田橋（巨瀬川、うきは市）
- 今川橋（隈上川、延長66 m、2023年（令和5年）3月26日開通[5]、うきは市）
- 寿橋（うきは市）
- 昭和橋（筑後川、うきは市 - 朝倉市）
- 前田橋（朝倉市）
- 法光寺橋（彦山川、田川郡添田町）
- 御幸橋（田川郡添田町）
- 御祓橋（御祓川、田川郡香春町）

#### トンネル
起点から
- 合瀬耳納トンネル：延長2,616 m、2018年（平成30年）竣工、八女市 - うきは市
- 斫石（きりいし）トンネル：延長160 m、1990年（平成2年）竣工、朝倉郡東峰村 - 田川郡添田町

#### 道の駅
- 歓遊舎ひこさん（田川郡添田町）
- おおとう桜街道（田川郡大任町）

## 地理

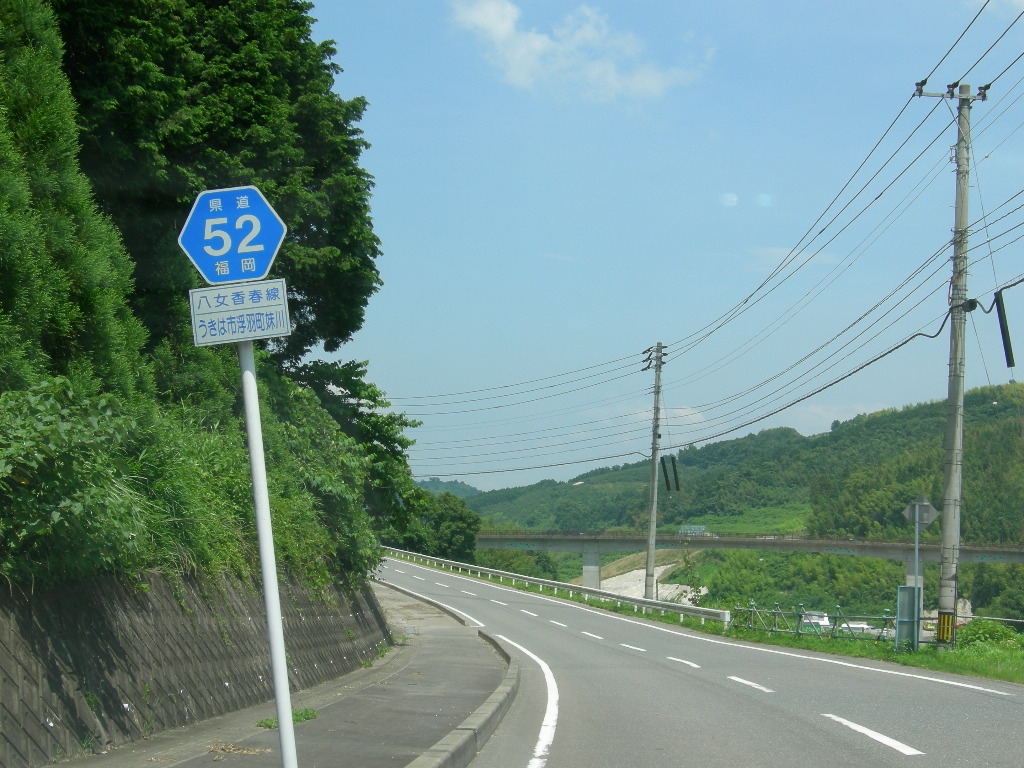
福岡県道52号八女香春線（福岡県うきは市浮羽町妹川）

### 通過する自治体
- 八女市
- うきは市
- 朝倉市
- 朝倉郡東峰村
- 田川郡添田町
- 田川郡大任町
- 田川市
- 田川郡香春町

### 交差する道路
| 交差する道路                                                                                            | 市町村名 | 市町村名 | 交差する場所 | 交差する場所               |
| --- | -------- | -------- | ------------ | -------------------------- |
| 国道442号                                                                                               | 八女市   | 八女市   | 山内         | 上山内交差点 / 起点        |
| 福岡県道84号三潴上陽線 福岡県道798号北川内草野線                                                        | 八女市   | 八女市   | 上陽町北川内 | 大瀬交差点                 |
| 福岡県道70号田主丸黒木線 重複区間起点                                                                   | 八女市   | 八女市   | 上陽町北川内 | 北川内交差点               |
| 福岡県道70号田主丸黒木線 重複区間終点                                                                   | 八女市   | 八女市   | 上陽町北川内 |                            |
| 福岡県道804号上横山星野線                                                                               | 八女市   | 八女市   | 星野村       |                            |
| 福岡県道57号浮羽石川内線 重複区間起点                                                                   | 八女市   | 八女市   | 星野村       | 八女市役所星野支所前交差点 |
| 福岡県道718号吉井妹川線                                                                                 | うきは市 | うきは市 | 浮羽町妹川   |                            |
| 福岡県道151号浮羽草野久留米線 重複区間起点                                                              | うきは市 | うきは市 | 浮羽町流川   |                            |
| 国道210号 重複区間起点 福岡県道57号浮羽石川内線 重複区間終点 福岡県道151号浮羽草野久留米線 重複区間終点 | うきは市 | うきは市 | 浮羽町朝田   | 中千足交差点               |
| 福岡県道・大分県道106号朝田日田線                                                                       | うきは市 | うきは市 | 浮羽町朝田   | 浮羽庁舎前交差点           |
| 国道210号 重複区間終点                                                                                  | うきは市 | うきは市 | 浮羽町東隈上 | 東隈ノ上（1）交差点        |
| 国道210号 / 浮羽バイパス                                                                                | うきは市 | うきは市 | 浮羽町東隈上 | 今川通交差点               |
| 福岡県道732号筑後大石停車場線 福岡県道749号保木吉井線                                                   | うきは市 | うきは市 | 浮羽町高見   | ラウンドアバウト           |
| 国道386号 福岡県道・大分県道112号福岡日田線 重複                                                        | 朝倉市   | 朝倉市   | 杷木池田     | 杷木交差点                 |
| 福岡県道590号安谷赤谷線                                                                                 | 朝倉市   | 朝倉市   | 杷木赤谷     |                            |
| 国道211号 重複区間起点                                                                                  | 朝倉郡   | 東峰村   | 大字福井     | 塔の元交差点               |
| 国道211号 重複区間終点                                                                                  | 朝倉郡   | 東峰村   | 大字宝珠山   | 宝珠山交差点               |
| 福岡県道・大分県道107号宝珠山日田線                                                                     | 朝倉郡   | 東峰村   | 大字宝珠山   |                            |
| 国道500号 重複区間起点                                                                                  | 田川郡   | 添田町   | 大字落合     |                            |
| 国道500号 重複区間終点 福岡県道431号彦山停車場線                                                        | 田川郡   | 添田町   | 大字落合     |                            |
| 福岡県道431号彦山停車場線                                                                               | 田川郡   | 添田町   | 大字落合     |                            |
| 福岡県道417号猪国豊前桝田停車場線                                                                       | 田川郡   | 添田町   | 大字舛田     |                            |
| 福岡県道78号添田小石原線                                                                                | 田川郡   | 添田町   | 大字添田     | 畑川交差点                 |
| 福岡県道430号添田停車場線                                                                               | 田川郡   | 添田町   | 大字添田     |                            |
| 福岡県道451号英彦山添田線                                                                               | 田川郡   | 添田町   | 大字添田     | 添田町民会館交差点         |
| 福岡県道34号行橋添田線 重複区間起点 福岡県道95号添田赤池線                                              | 田川郡   | 添田町   | 大字添田     | 添田郵便局前交差点         |
| 福岡県道34号行橋添田線 重複区間終点                                                                     | 田川郡   | 大任町   | 大字大行事   | 柿原交差点                 |
| 福岡県道422号川崎大行事線                                                                               | 田川郡   | 大任町   | 大字大行事   | 柿原橋交差点               |
| 国道322号 / バイパス                                                                                    | 田川郡   | 大任町   | 大字今任原   | 下今任南交差点             |
| 福岡県道455号今任原伊田線                                                                               | 田川郡   | 大任町   | 大字今任原   | 下今任交差点               |
| 福岡県道204号田川犀川線 重複区間起点                                                                    | 田川郡   | 香春町   | 大字中津原   |                            |
| 福岡県道204号田川犀川線 重複区間終点                                                                    | 田川郡   | 香春町   | 大字中津原   | 中津原交差点               |
| 国道322号                                                                                               | 田川郡   | 香春町   | 大字高野     | 香春交差点 / 終点          |

### 交差する鉄道
- 久大本線
- 平成筑豊鉄道田川線

### 沿線
- 童男山古墳
- 星野川
- 八女市役所上陽支所
- 八女市立上陽北汭学園
- 八女市立星野中学校
- 八女市役所星野支所
- 星の文化館
- 茶の文化館
- 池の山キャンプ場
- 調音の滝公園
- 浮羽稲荷神社
- うきは市立御幸小学校
- うきは市立うきは中学校
- JR九州久大本線 うきは駅
- うきは郵便局
- うきは市民センター
- うきは市立図書館
- 筑後川温泉
- 筑後川
- E34 大分自動車道 4 杷木IC（国道386号経由）
- 東峰村役場
- 東峰村立東峰学園
- 釈迦岳温泉
- 千代丸温泉
- JR九州日田彦山線BRT
  - 大行司駅 - 筑前岩屋駅 - 彦山駅 - 豊前桝田駅
- JR九州日田彦山線・日田彦山線BRT 添田駅
- 棚田親水公園
- 英彦山（国道500号経由）
- 添田町役場
- 添田町立添田小学校
- 大任町役場
- 平成筑豊鉄道田川線 勾金駅
- 香春町総合運動公園
- JR九州日田彦山線 香春駅
- 香春町役場

### 峠
- 合瀬耳納峠（八女市 - うきは市）
- 斫石（きりいし）峠（朝倉郡東峰村 - 田川郡添田町）